# Kalatsova
Kalatsova – wieś w Estonii, w prowincji Võru, w gminie Meremäe.